# Simulium yamayaense
Simulium yamayaense är en tvåvingeart som beskrevs av Kazuo Ogata och Sasa 1954. Simulium yamayaense ingår i släktet Simulium och familjen knott. Inga underarter finns listade i Catalogue of Life.